# Fiorella Veloso
Fiorella Jazmin Veloso (* 21. September 2002) ist eine paraguayische Leichtathletin, die sich auf den Speerwurf spezialisiert hat.

## Sportliche Laufbahn
Erste internationale Erfahrungen sammelte Fiorella Veloso im Jahr 2021, als sie bei den U20-Südamerikameisterschaften in Lima mit einer Weite von 44,02 m die Bronzemedaille gewann. Im Jahr darauf belegte sie bei den U23-Südamerikameisterschaften in Cascavel mit 44,85 m den achten Platz, ehe sie bei den Südamerikaspielen in Asunción mit 47,66 m auf Rang sechs gelangte. 2023 wurde sie bei den Südamerikameisterschaften in São Paulo mit 48,10 m Neunte, wie auch bei den Ibero-Amerikanischen Meisterschaften im Jahr darauf in Cuiabá mit 48,52 m. Im September gewann sie bei den U23-Südamerikameisterschaften in Bucaramanga mit 49,43 m die Bronzemedaille hinter der Uruguayerin Manuela Rotundo und Valentina Barrios aus Kolumbien. 2025 belegte sie bei den Südamerikameisterschaften in Mar del Plata mit 46,19 m den siebten Platz.
In den Jahren 2023 und 2024 wurde Veloso paraguayische Meisterin im Speerwurf.